# Грејс Слик
Грејс Слик (енгл. Grace Slick), рођена као Грејс Барнет Винг (енгл. Grace Barnett Wing; Еванстон, 30. октобар 1939) је америчка рок музичарка и некадашња певачица у рок групама Џеферсон ерплејн, Џеферсон старшип и Старшип.
Спада у групу утицајних рок музичара који су својим деловањем успели приближити психоделични рок широј публици. Позната је по 
луцидним, снажним и провокативним текстовима те по моћном контраалту. Бивши љубавник и колега из бенда Пол Кантнер једном је Грејс Слик поредио са Оскаром Вајлдом имајући притом у виду њен утицај на музику и модерну поп културу.

## Биографија

### Детињство и младост
Рођена је у Еванстону, предграђу Чикага у америчкој савезној држави Илиноис од оца Ајвана Винга и мајке Вирџиније Барнет. Похађала је средњу школу у Пало Алту, градићу близу Сан Франциска. Касније је похађала два универзитета, Финчов колеџ у Њујорку од 1956. до 1958. и Универзитет Мајами на Флориди од 1957. до 1959.
Грејс Слик је била блиска пријатељица Џенис Џоплин и то пријатељство, започето на почетку њене музичке каријере, трајало је све до смрти Џенис Џоплин, 4. октобра 1970. Имала је и краткотрајну љубавну везу са Џимом Морисоном који умире 3. јула 1971.
Грејс Слик се удавала два пута - први пут за сниматеља Џералда „Џерија“ Слика а потом за Скипа Џонсона, дизајнера осветљења у групи Џеферсон старшип. Из везе са Полом Кантнером, гитаристом групе Џеферсон ерплејн, има ванбрачну кћерку Чајну Кантнер рођену 25. јануара 1971.

### Рок звезда
Током дуге каријере Грејс Слик је певала у три рок групе: Грејт сосајети, Џеферсон ерплејн и Џеферсон старшип. Била је позната по провокативним текстовима, али и по алкохолизму и скандалозним јавним наступима. Најпознатије њене песме снимљене са групама Џеферсон ерплејн и Џеферсон старшип су White Rabbit, Somebody to Love, We Built This City, Volunteers, Lather и Nothing's Gonna Stop Us Now. Албум Групе Џеферсон ерплејн, Volunters, налази се на листи 500 најбољих албума свих времена по музичком часопису Ролинг стоун.
Грејс Слик снимила је и неколико самосталних албума од којих су најпознатији Manhole, Dreams и Welcome to the Wrecking Ball.
Заједно са блиском савременицом Џенис Џоплин Грејс Слик је била важна, али потцењена фигура у развоју рок музике касних шездесетих. Њен особен вокални стил је значајно утицао на касније певачице као што су Сенди Дени односно Долорес О'Риордан из групе Кранбериз. Слично као и код Џенис Џоплин, моћан глас Грејс Слик и њена продорна личност помогли су у формирању нових начина изражавања женских рок интерпретатора дајући особиту важност улози певачице у доминантно мушком свету рок музике.
Напустила је Старшип 1988. у својој 48. години. Грејс Слик носи титулу најстаријег женског певача на Билбордовој листи 100 најбољих рок синглова. Њена песма We Built This City на првом месту је осванула 16. новембра 1985. када је Сликова имала 46 година, чиме је за само неколико недеља оборила рекорд Тине Тарнер постављен годину дана раније песмом What's Love Got To Do With It. У лето 1987. Грејс Слик обара сопствени рекорд пошто се композиција Nothing's Gonna Stop Us Now попела на врх америчке топ-листе. Рекорд се држао 12 година, али га је песмом Beleive 1999. године оборила Шер која је тада имала чак 53 године.

#### На Вудстоку: Позив на револуцију
Августа 1969, на легендарном Вудсток фестивалу, Грејс Слик и група Џеферсон ерплејн извели су, између осталог, и композицију Volunteers. И обожаваоци и критичари се слажу да је тај перформанс и до дана данашњег остао један од најнапетијих, најупечатљивијих и најзначајнијих момената у историји рок музике 
Многи су стихове "One generation got old / One generation got soul / This generation got no destination to hold, pick up the cry" (Једна генерација је остарјела/ једна генерација добила је душу/ ова генерација циљ је свој изгубила, крени за покликом!) схватили као отворен позив омладини да де се супротстави политици америчке владе. Међутим, текстописац Марти Балин једном је изјавио да је инспирацију за песму добио након што је испод свог прозора видео Добровољце Америке како скупљају смеће.

### Вишеструка хапшења
Грејс Слик се често имала проблема са законом. Четири пута је била хапшена због прекршаја под дејством алкохола, укључујући вожњу у пијаном стању те јавно пијанство. Барем је једном била на третману у центру за одвикавање од зависности. Јавно је признала своју зависност од ЛСД-ja. Године 1994. ухапшена је због напада смртоносним оружјем након што је уперила пиштољ у полицајца. .

### Живот у повучености
Након повлачења из музичког живота 1989. године, Грејс Слик се почела бавити сликарством. Насликала је већи број портрета својих колега музичара из 60-их као што су Џенис Џоплин, Џери Гарсија (лидер џем-групе Грејтфул дед) и многи други. Године 2000. почиње да организује продајне изложбе својих слика при чему су неке слике достигле прилично високе цене.
Ипак није у потпуности прекинула све везе с музиком па је тако компоновала песму за саундтрек филма Врана: град анђела. Песму, која се звала Knock Me Out, извела је дуету са Линдом Пери.
Године 1998. издала је и аутобиографију Грејс Слик: Неког да волим? Рокенрол сећања.
Грејс Слик данас живи и слика у Малибуу, Калифорнија. Активан је члан удружења Борци за етички третман животиња.